# Manigere, Maddur
Manigere là một làng thuộc tehsil Maddur, huyện Mandya, bang Karnataka, Ấn Độ.